# Manuel Castaños
Manuel Castaños (Sevilla, 1857-Madrid, 29 de diciembre de 1941) fue un escultor y decorador español.
Escultor de formación, Castaños se especializó en conjuntos decorativos herederos de las azulejerías, tracerías y yeserías del arte nazarí, rescatadas en el siglo XIX español en diversos modelos neonazaríes, y en el caso de Castaños, con ejemplos singulares como la cúpula estrellada de mocárabes en las dependencias del Balneario de Archena en torno a 1898, o sus trabajos en el Real Casino de Murcia y en el primitivo Museo de Artillería, en Madrid; o las decoraciones de yeso en el Parque Florido, en su origen residencia que José Lázaro Galdeano y luego sede del Museo que lleva su nombre.

## Obras
Castaños será recordado por su faceta de artista decorador de interiores en el contexto arquitectónico del ‘alhambrismo’. Así queda manifiesto en obras principales como:
- El Patio Árabe del Casino de Murcia en estilo neonazarí, obra de 1902, con más de 20 000 láminas de pan de oro, y cubierto por una bóveda de cristal.[3] Fue asimismo escultor de la fachada del edificio diseñada por Pedro Cerdán.[4]
- El conjunto de la fachada e interiores del Balneario de Archena (también en la Región murciana), obra de 1898.[5][a][6]
- La Sala árabe de la antigua sede en Madrid del Museo del Ejército, obra de 1903, reproducida por yeseros granadinos en el Alcázar de Toledo entre 2016-7.[7][8]

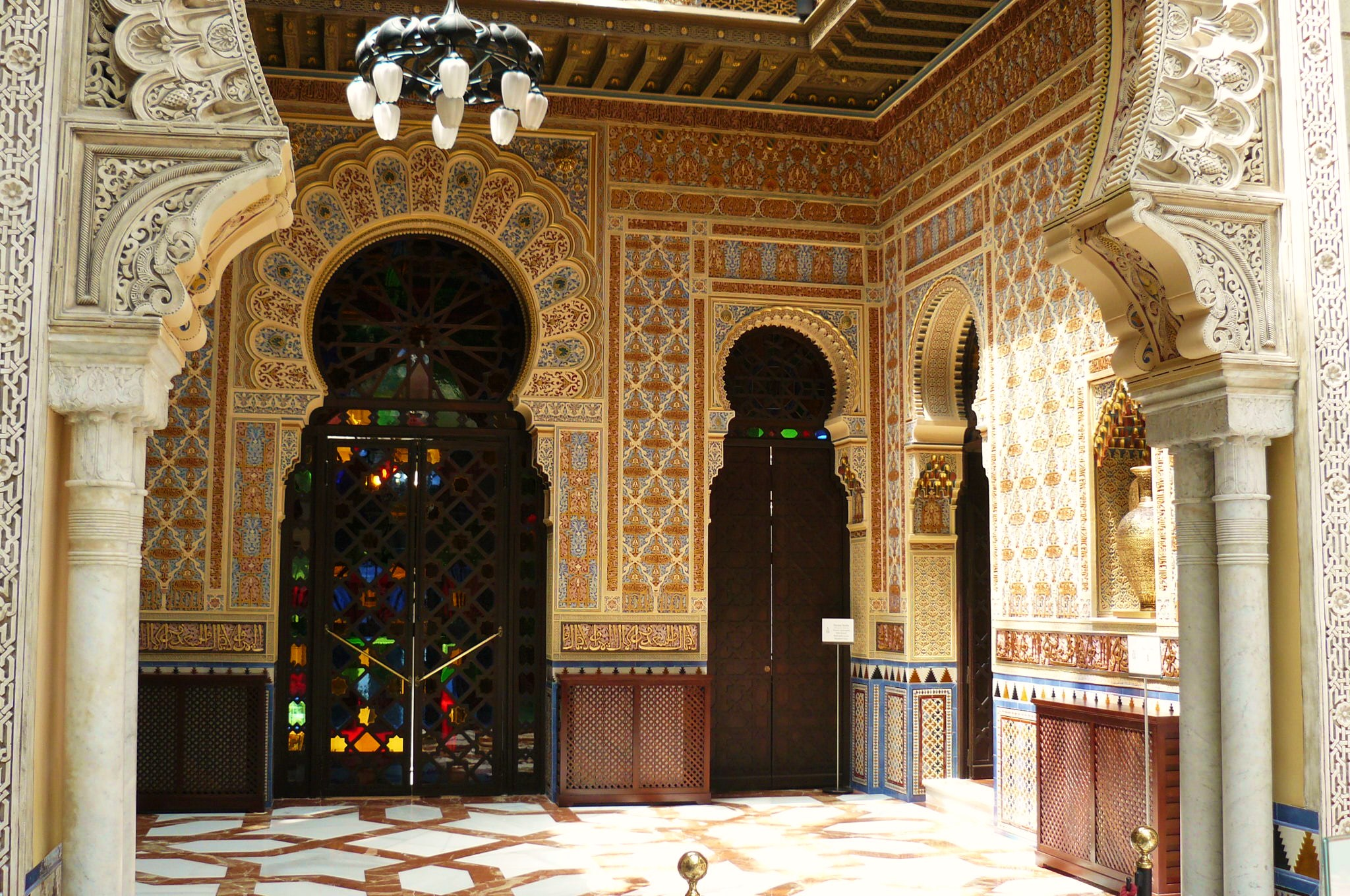
Casino de Murcia.
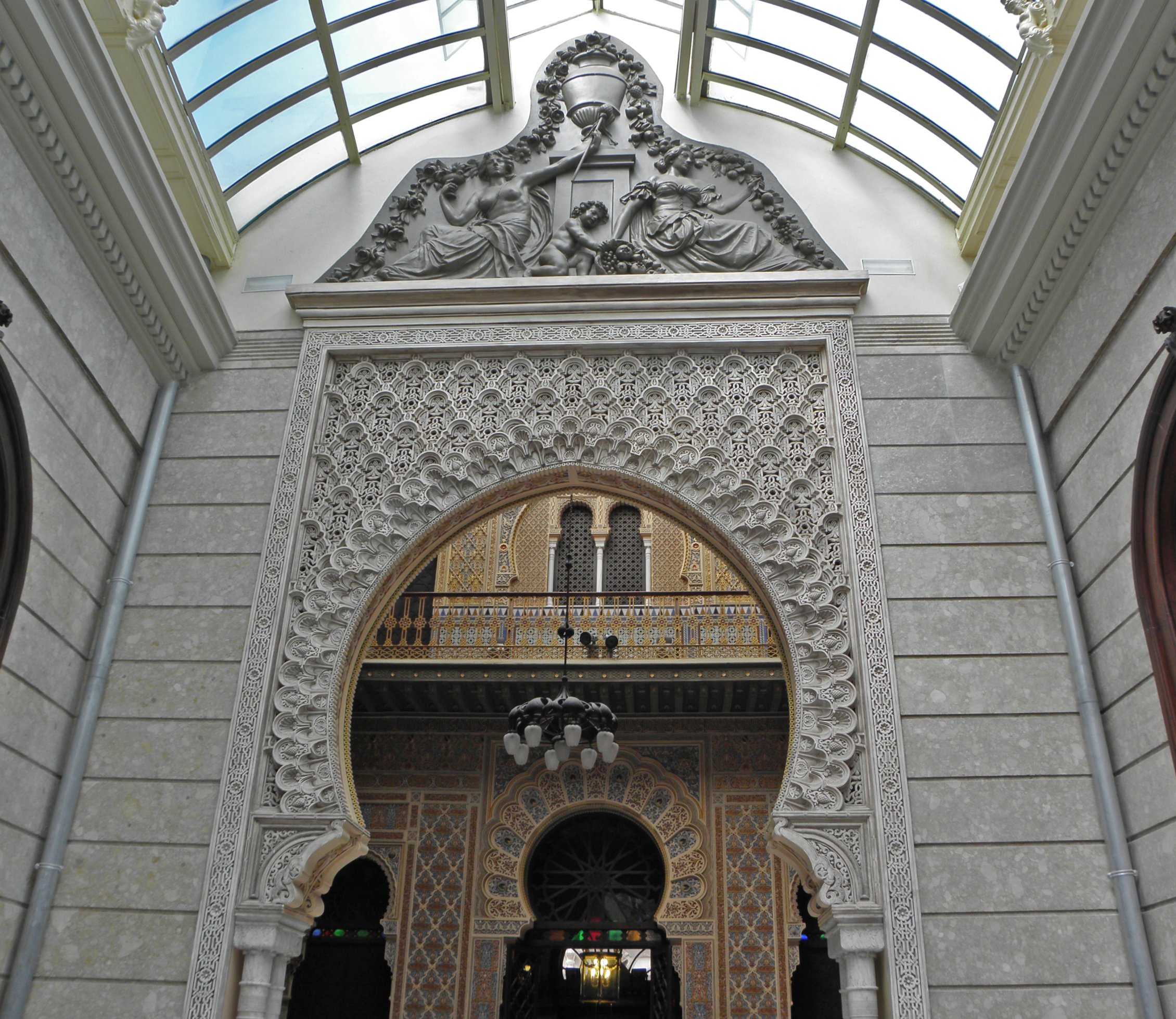
Detalle del Patio árabe en el Casino de Murcia.
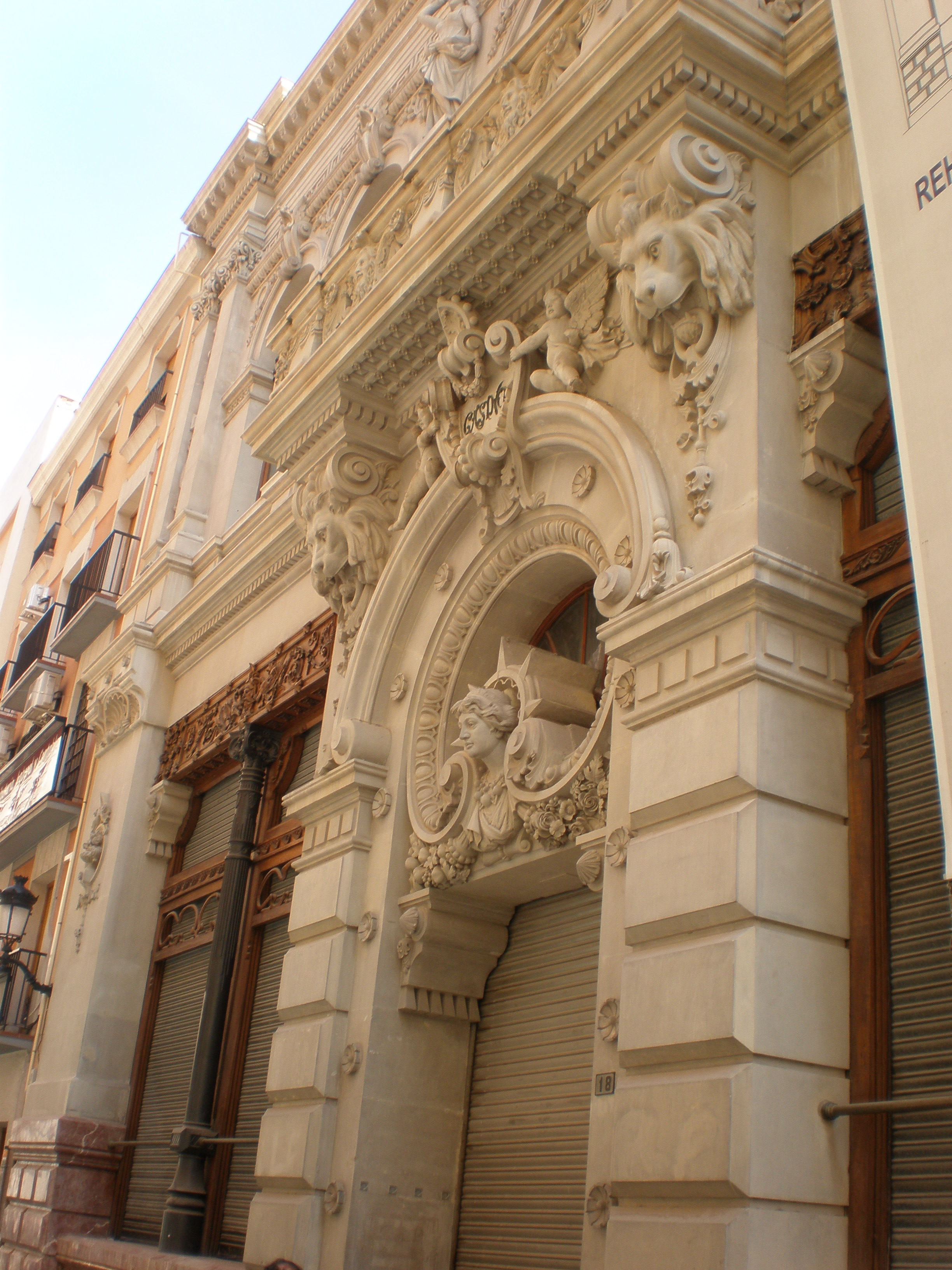
Fachada del Casino de Murcia.
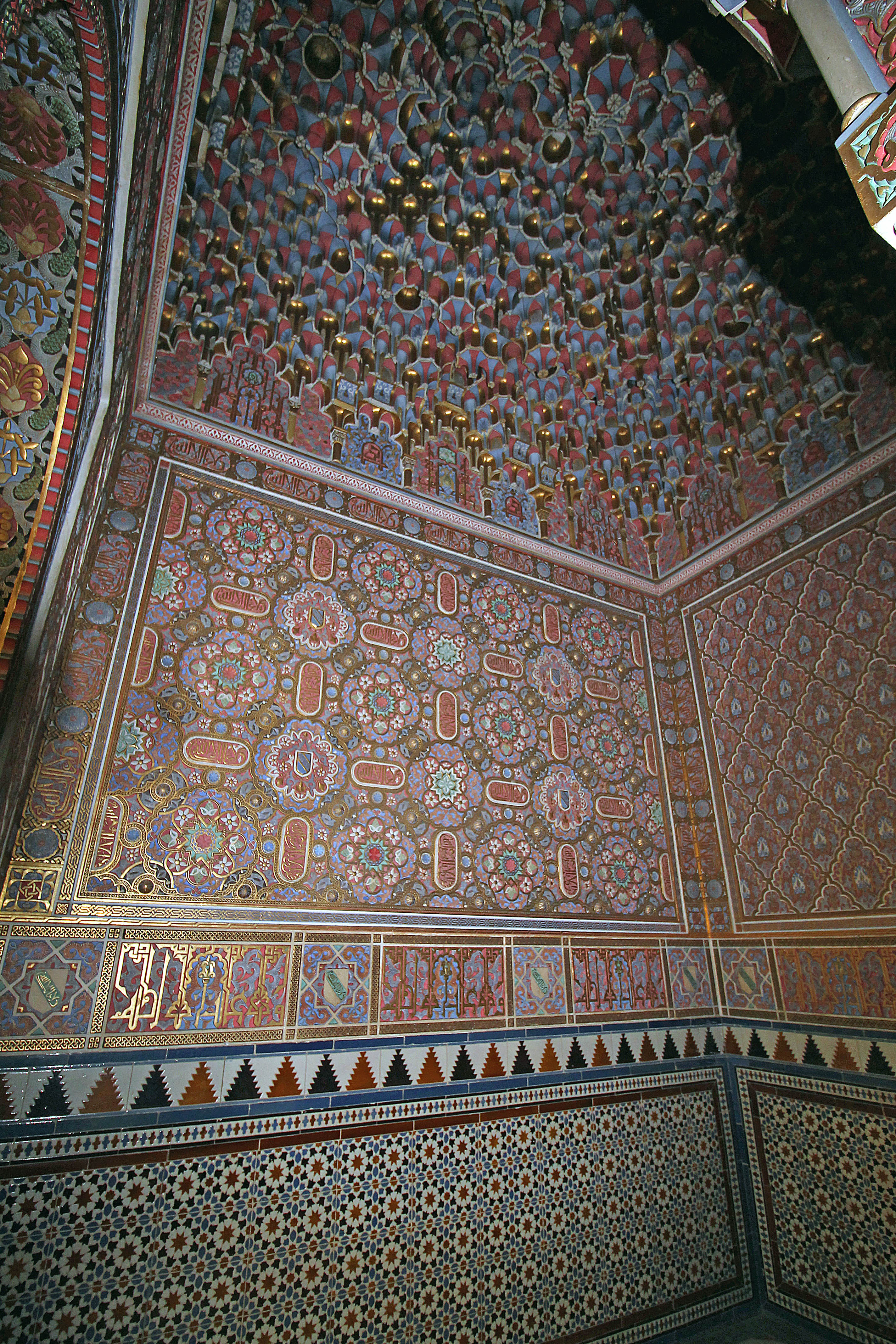
Yeserías y azulejo en el Salón de Reinos del antiguo Museo del Ejército de Madrid.